# Vườn quốc gia Zakouma
Vườn quốc gia Zakouma (tiếng Pháp: Parc national de Zakouma) là một vườn quốc gia nằm giữa Sarh và Am Timan, ở phía nam của Cộng hòa Sát. Được thiết lập vào năm 1963, đó là vườn quốc gia đầu tiên của Chad, và có diện tích gần 3.000 km vuông. Nó hoàn toàn được bao quanh bởi khu bảo tồn động vật Bahr Salamat.
Zakouma đã bị quên lãng trong suốt thời gian của cuộc xung đột dân sự, nhưng một chương trình phục hồi, được hỗ trợ bởi Liên minh châu Âu, bắt đầu vào năm 1989 và đang tiếp tục trong năm 2006. Các khu vực trong và gần vườn quốc gia đã trải qua sự giảm sút đáng kể trong một số loài động vật hoang dã trong những thập kỷ gần đây. Ví dụ, đàn voi đáng kể trong số lượng gần đây nhất là năm 1970 với dân số ước tính khoảng 300.000 cá thể, tuy nhiên, đến năm 2007 con số này đã giảm xuống còn khoảng 10.000 con. Voi châu Phi trên danh nghĩa bảo vệ chính phủ, nhưng sự thực thi của chính quyền (được hỗ trợ với sự giúp đỡ nhất định của EU) đã được chứng minh không đủ để ngăn chặn nạn săn bắn.
Năm 2006, nhà bảo vệ môi trường thiên nhiên J. Michael Fay và nhiếp ảnh gia của National Geographic 'Nick' Nichols đã đến vườn quốc gia Zakouma ghi chép lại những kẻ săn trộm nguy hiểm đối với voi. Kết thúc chuyến đi họ đã có phóng sự Ivory Wars: Last Stand in Zakouma.
Sâu trong trung tâm địa lý của châu Phi, Vườn quốc gia Zakouma là một ốc đảo của khu bảo tồn voi còn sót lại của lục địa - nơi cuối cùng trên trái đất, nơi hơn một ngàn cá thể có thể được tìm thấy trong một đàn. Được bảo vệ bởi bảo vệ vũ trang, vườn quốc gia này là một nơi bảo vệ phong phú và đa dạng.
Tuy nhiên, ngay bên ngoài ranh giới của vườn quốc gia, những kẻ săn trộm nằm trong chờ đợi cho các loài động vật. Khi những cơn mưa lâu năm đến, con voi di chuyển về phía thức ăn thô xanh tốt hơn bên ngoài chu vi của vườn quốc gia, và rơi vào tay những kẻ săn trộm. Những người thợ săn giết chúng để lấy ngà voi để bán với giá cao trên thị trường chợ đen và họ để lại xác con voi, chỉ lấy cặp ngà. Khu vực lưu trú cho du khách thăm vườn quốc gia đã được mở ra trong vườn quốc gia, tại Tinga, vào năm 2003.
Hệ động vật của vườn quốc gia này gồm 44 loài động vật có vú lớn, và nhiều loài chim. Năm 2005, một nghiên cứu ước tính dân số sư tử của vườn quốc gia này là khoảng 120 con, trong khi số lượng voi bên trong vườn quốc gia được tính vào khoảng 3885 con. 
Chính phủ Chad đã đề cử Vườn quốc gia Zakouma làm ứng viên di sản thế giới UNESCO.